# Метрополия Франции

Карта метрополии Франции

Метрополия Франции (фр. France métropolitaine), или французская метрополия — европейская часть Франции, которая включает в себя территории на континенте и ближайшие острова в Атлантическом океане, Ла-Манше и Средиземном море (в том числе и остров Корсику). Это несколько устаревшее выражение, так как слово «метрополия» подразумевает наличие колоний. Заморские владения Франции не носят статуса колоний, так как по конституции 1946 года был создан Французский союз. Официальный юридический термин (например, употребляемый в официальных документах Европейского союза) — европейская территория Франции (фр. territoire européen de la France).
Однако в повседневном французском употреблении французская метрополия (или просто метрополия) противопоставляется заморским владениям Франции, то есть тем территориям Французской республики, которые находятся вне Европы.
Площадь метрополии — 551 500 км², то есть 80 % от общей территории страны. В начале 2014 года население метрополии достигло 63 460 000 человек, то есть 96 % от общего числа жителей.
Иногда используется термин «континентальная Франция» (фр. France continentale), которая включает в себя метрополию Франции, за исключением Корсики. Однако это тоже не совсем точное определение, так как Франция владеет некоторыми территориями на северо-востоке южноамериканского континента — там располагается Французская Гвиана.
После территориальной реформы, вступившей в силу 1 января 2016 года, метрополия делится на 13 регионов. До реформы европейская территория Франции насчитывала 22 региона.